# セントラル・オカナガン地域
セントラル・オカナガン地域（セントラル・オカナガンちいき、英: Regional District of Central Okanagan, RDCO）は、ブリティッシュコロンビア州の地方行政区の1つ。州内の南中央部にあるオカナガン地方に位置する。

## 主な都市
- ケロウナ （Kelowna）
- ウェストケロウナ (West Kelowna)
- レイクカントリー (Lake Country)
- ピーチランド (Peachland)

選挙区
- Central Okanagan J, British Columbia (Central Okanagan West)
- Central Okanagan I, British Columbia (Central Okanagan East)